# هيلين كينغ
هيلين كينغ (بالإنجليزية: Helen King)‏ هي محركة دمى ومغنية كندية، ولدت في 1 مارس 1972 في دنفيرملين في المملكة المتحدة.

## وصلات خارجية
- هيلين كينغ على موقع IMDb (الإنجليزية)
- هيلين كينغ على موقع قاعدة بيانات الفيلم (الإنجليزية)